# MCIWS
Multi Calibre Individual Weapon System (MCIWS); укр. Багатокаліберна індивідуальна збройна система — індійська штурмова гвинтівка, виготовлена Науково-дослідним відділом озброєння Організації оборонних досліджень і розробок (DRDO) .
MCIWS був розроблений як заміна на озброєнні індійської армії гвинтівок INSAS, використання яких виявило ряд недоліків . Вперше прототип був представлений на виставці DEFEXPO у 2014 році . Окрім армії, у 2015 році нова розробка викликала інтерес в індійських напіввійськових формувань, таких як прикордонні сили безпеки, центральні резервні поліцейські сили, поліція індо-тибетського кордону та сили охорони кордонів з Непалом і Бутаном Сашастра Сіма Бал .
Згідно з інформаційним бюлетенем DRDO від 18 вересня 2018 року, MCIWS вже на той час був готовий до серійного виробництва .

## Опис
MCIWS може стріляти патронами калібру 7,62 мм, 5,56 мм і спеціально розробленими  6,8 мм набоями, подібними до 6,8 × 43 мм Remington SPC за допомогою заміни ствола, затворної частини та магазина . Дальність стрільби для цих набоїв становить 400, 300 і 200—300 метрів відповідно .
На дизайн вплинули як AR-15, так і FN FNC . Приклад висувний . Гвинтівка виконана з алюмінієвого сплаву і має модульну конструкцію без заклепок. MCIWS використовує пластикові магазини на 30 патронів. Рейка Пікатінні у верхній частині ствольної коробки дозволяє встановити різні приціли. Важелі для зведення, перемикання вогню та випуску магазина розташовані з обох боків, що робить їх зручними для використання будь-якою рукою .
Крім того, до зброї може бути доданий підствольний гранатомет місцевого виробництва .